# ヤニス・オージンシュ
ヤニス・オージンシュ（Jānis Auziņš、1991年5月8日 - ）は、ラトビアのプロアイスホッケー選手。ポジションはゴールテンダー。ラトヴィヤス・チャンピオナーターのHKプリズマ・リガに所属。

## 経歴
ラトビアのリガで誕生。
2008–09年シーズンにHSリガでデビューし、ラトヴィヤス・チャンピオナーター18試合に出場。2011年から2013年まではベラルスカヤ・エクストラリーガのHKリエパーヤス・メタルルグスでプレー。2014年から2016年までイングランド・プレミア・アイスホッケー・リーグのピーターバラ・ファントムズでプレー。
その後2017–18年シーズンをカザフスタンのエルティス・パヴロダル、ラトビアのHKプリズマ、ポーランドのオルリク・オポーレで過ごした。2018–19年シーズンはラトビアのHKプリズマに所属。
2019年6月にアジアリーグアイスホッケーのひがし北海道クレインズに加入。
2022年4月7日に監督のアルディス・ギルゲンソンス、フォワードのサンディス・ゾルマニスと共に2021-2022 シーズンをもって退団した。
2022年からは母国のラトヴィヤス・チャンピオナーターのディナモ・リガに入団し、シーズン途中にHKプリズマ・リガへ移籍した。
2018年11月8日のベラルーシ戦にて、ラトビア代表デビュー。